# Holcichneumon flavitarsis
Holcichneumon flavitarsis là một loài tò vò trong họ Ichneumonidae.